# 아마가쓰지역
아마가쓰지역(일본어: 尼ヶ辻駅)은 일본 나라현 나라시에 위치한 긴키 닛폰 철도 가시하라 선의 철도역이다. 역 번호는 B 27이며, 상대식 승강장 2면 2선의 구조를 갖춘 지상역이다.

## 타는 곳
| 1 | B 가시하라 선 | 하행 | 고리야마 · 덴리 · 야마토야기 · 가시하라진구마에 · 요시노 방면                       |
| 2 | B 가시하라 선 | 상행 | 야마토사이다이지 · 나라 · 단바바시 · 교토 · 오사카난바 · 아마가사키 · 산노미야 방면 |

## 이용 현황
- 2005년 11월 8일 : 5,971명
- 2008년 11월 18일 : 5,590명
- 2010년 11월 9일 : 5,606명
- 2012년 11월 13일 : 5,501명
- 2015년 11월 10일 : 5,588명

## 역 주변
- 스가와라 신사
- 안코 천황 릉
- 나라 현 종합 의료 센터

## 인접 역
| 긴키 닛폰 철도 B 가시하라 선               | 긴키 닛폰 철도 B 가시하라 선 | 긴키 닛폰 철도 B 가시하라 선       |
| ------------------------------------------ | ---------------------------- | ---------------------------------- |
| B26 야마토사이다이지 야마토사이다이지 방면 | B 가시하라 선                | 니시노쿄 B28 가시하라진구마에 방면 |